# Gozd in pečina
Roman Gozd in pečina je prvi roman Andreja Hienga in je izšel leta 1966 pri založbi Slovenska matica v Ljubljani. Obsega 33 poglavij (158.000 besed).

## Zgodba
Skladatelj Daro Leban na večer izvedbe svojega koncerta za godala in flavto spozna skrivnostno žensko Ano, ki mu povsem spremeni življenje. Po vseh dosedanjih spodletelih ljubezenskih zvezah z njo prvič občuti pravi pomen ljubezeni in erotike. Skupaj preživita lep teden, v katerem mu Ana pripoveduje zgodbo o svoji nesrečni mladosti, ki jo je močno zaznamoval njen oče, bankrotiran trgovec in pijanec. Po enem tednu pa Ana brez sledi izgine. Leban jo išče, vendar brez uspeha in ko že skoraj obupa, dobi anonimno pismo, v katerem izve, da je njegova ljubljena ženska pravzaprav navadna cipa, za katero je bil on le sredstvo za premagovanje bolečih spominov iz preteklosti. Ugotovi tudi, da mu je pismo napisal njegov znanec, oboist Prohaska,ki pa je obenem nekdanji ljubimec Anine matere. Ta izkušnja ga prisili, da se tudi sam s spomini vrne v preteklost, zaznamovano z njegovimi nekdanjimi ženskami, prav posebno sled pa je v njem pustila pokojna hčerkica Evelin. Zave se, da mu Ana pomeni več kot katerakoli od njih, zato se odloči, da jo poišče. Od njene matere izve, da je z nekim bogatim Italijanom odšla v Logarsko dolino, zato se takoj vsede na vlak in se odpravi za njo. Ko jo najde, ona najprej noče imeti opravka z njim, vendar jo prepriča, da mu pove še preostanek zgodbe o očetu. Na koncu se oba strinjata, da je bila njuna kratka ljubezen sicer nadvse koristna, saj se je obema končno uspelo znebiti temačne preteklosti, vendar nimata skupne prihodosti, zato se razideta.

## Kritike
"V svojem prvem romanu Gozd in pečina je Hieng svojo poetiko, ki jo je že trdno določila njegova novelistika, z mozaičnostjo zgradbe romana razvil v še vidnejši meri. Njegov izbrani slog skrbno neguje pomenske odtenke, presenetljive besedne figure, pretehtan, nekonvencionalen izbor leksike in zanosni poetični izraz, v katerem ima velik pomen melodično poigravanje, kopičenje, gostota opisov (prostorov, oprave, človeške zunanjosti) in živahno variiranje metafor." (Glušič 1996: 143)
"Roman pripoveduje o umetniškem ustvarjanju in ljubezni: v pripovedi se srečujeta svetova umetniške in meščanske prefinjenosti in vaške premetenosti, romantične vzvišenosti in skrivnostne elementarnosti." (Glušič 1996: 66)
"Roman je vsebinsko in oblikovno izjemen dogodek v povojni slovenski književnosti: pomembno pričuje o času in ljudeh, v izbrušenem jeziku razkriva njihova hotenja, strasti, dejanja in spoznanja, skratka, njihove značaje, v dogajanju sooča dejavnost in nedejavnost svojih ljudi, njihov duševni razvoj (v tem se zgleduje v romanu Thomasa Manna Čarobna gora in delno v Flaubertovem romanu Vzgoja srca). Štejemo ga med prve artistične izdelane zglede slovenskega modernega romana." (Janež 1987: 407)
"Območje, ki se ga Hieng loteva v svojem romanu, je logično nadaljevanje tistega, kar je bilo moč začutiti v zgodnejših Hiengovih tekstih: to je predvsem človek s svojim dejanjem in nehanjem, njegove duševne reakcije na prostor in čas, ki ga obdajata, tok notranje zavesti, ki ga te reakcije sprožajo, nenehen boj s problemi, ki nastajajo zunaj njega, pa s tistimi, ki se porajajo v njem samem, ki so posledica na zunaj nelogičnih, protislovnih miselnih in čustvenih pretiravanj v človekovi duševnosti, za katera pa se v zadnji skrajnosti zmerom izkaže, da prihajajo v njih na dan najbolj skrita človekova notranja hotenja, hotenja, ki skrivnostno in večsmiselno določajo nekatere zunanje pojavne oblike človekove zavesti in podzavesti. Psihični profil svojih junakov ustvarja Hieng s pomočjo natančne, domišljene psihološke analize vseh teh notranjih zgibov in motivov, potem pa jih postavlja v konkreten, stvarno zarisan čas in prostor: tako se v tem konkretnem okolju s prepletanjem posamičnih usod, s stapljanjem in razdvajanjem teženj, poosebljenih v posameznih osebah, ki se v romanu srečujejo in ločujejo, pisatelju posreči izoblikovati tiste človeške odnose, ki mu pomenijo glavno osnovo, iz katere ustvarja izpoved svojega romana." (Trekman 1967)